# Berliner Landespokal 1983/84
Der Paul-Rusch-Pokal 1983/84 war die 58. Austragung des Berliner Landespokals der Männer im Amateurfußball, der vom VBB zwischen 1950/51 und 1990/91 nur auf dem Gebiet von West-Berlin durchgeführt wurde. Blau-Weiß 90 Berlin setzte sich im Finale am 1. Mai 1984 gegen die Lichterfelder SU mit 3:1 durch und wurde, zum dritten Mal nach 1934 und 1952, Landespokalsieger. Durch diesen Sieg qualifizierte sich Blau-Weiß 90 Berlin für den DFB-Pokal 1984/85.

## Kalender
Die Spiele des diesjährigen Berliner Landespokal wurden an folgenden Terminen ausgetragen:
| Runde         | Datum                           | Spiele | Vereine   |
| ------------- | ------------------------------- | ------ | --------- |
| 1. Hauptrunde | 31. Juli – 11. August 1983      | 63 + 5 | 127 → 640 |
| 2. Hauptrunde | 14. August – 14. September 1983 | 32 + 3 | 64 → 32   |
| 3. Hauptrunde | 14. – 21. September 1983        | 16 + 1 | 32 → 16   |
| Achtelfinale  | 28. – 29. Januar 1984           | 8      | 16 → 80   |
| Viertelfinale | 4. – 19. April 1984             | 4      | 8 → 4     |
| Halbfinale    | 25. April 1984                  | 2      | 4 → 2     |
| Finale        | 1. Mai 1984                     | 1      | 2 → 1     |

## Teilnehmende Mannschaften
Am Berliner Landespokal 1983/84 nahmen alle 127 West-Berliner Mannschaften von der Oberliga Berlin bis zur Kreisliga C teil.
Die Mannschaften gliederten sich für den Berliner Landespokal wie folgt nach Ligaebene auf (In Klammern ist die Ligaebene angegeben, in der der Verein spielt):
| Oberliga Berlin 16 Vertreter der Saison 1983/84 | Landesliga 16 Vertreter der Saison 1983/84 | Kreisliga A 1. Abteilung 16 Vertreter der Saison 1983/84 | Kreisliga A 2. Abteilung 16 Vertreter der Saison 1983/84 |
| - Hertha 03 Zehlendorf (OL) - Tennis Borussia Berlin (OL) - Lichterfelder SU (OL) - BFC Preussen (OL) - Traber FC Mariendorf (OL) - TuS Makkabi Berlin (OL) - Hertha BSC Amateure (OL) - Reinickendorfer Füchse (OL) - Neuköllner Sportfreunde (OL) - Spandauer SV (OL) - Spandauer BC 06 (OL) - Rapide Wedding (OL) - Tasmania Berlin (OL) - Blau-Weiß 90 Berlin (OL) - Preußen Wilmersdorf (OL) - BSC Rehberge 1945 (OL) | - SC Westend 1901 (LL) - BFC Viktoria 1889 (LL) - Wacker 04 Berlin (LL) - SC Gatow (LL) - 1. FC Neukölln (LL) - 1. FC Wacker Lankwitz (LL) - SC Union 06 Berlin (LL) - SC Tegel (LL) - SV Norden-Nordwest (LL) - NFC Rot-Weiß Berlin (LL) - VfB Neukölln (LL) - Berliner Sport-Club (LL) - FC Phönix 1956 (LL) - FC Stern Marienfelde (LL) - SV Nord-Nordstern (LL) - Lichtenrader BC 25 (LL) | - BSC Eintracht/Südring 1931 (KLA) - FV Brandenburg/Lichterfelde (KLA) - BFC Meteor 06 (KLA) - SV Blau-Weiß Spandau (KLA) - BSC Hota 1921 (KLA) - 1. FC Lübars (KLA) - BSV Normannia 08 (KLA) - BFC Olympia 1953 (KLA) - Wilmersdorfer SC (KLA) - Schwarz-Weiß Spandau (KLA) - Concordia Wittenau (KLA) - BSC Kickers 1900 (KLA) - NSC Cimbria 1900 (KLA) - Mariendorfer BC 06 (KLA) - SC Borsigwalde 1910 (KLA) - VfB Hermsdorf (KLA) | - Berliner SV 1892 (KLA) - Polizei SV Berlin (KLA) - SV Stern Britz (KLA) - Weddinger FC (KLA) - SpVgg Hellas-Nordwest 04 (KLA) - SC Staaken (KLA) - Berlin Türkspor (KLA) - Frohnauer SC (KLA) - TSV Rudow (KLA) - VfL Schöneberg (KLA) - SC Teutonia Spandau (KLA) - Minerva 93 Berlin (KLA) - FSV Spandauer Kickers (KLA) - Berliner TSV 1850 (KLA) - SC Siemensstadt (KLA) - SC Mariendorf (KLA) |
| Kreisliga B Saison 1983/84 | Kreisliga B Saison 1983/84 | Kreisliga C Saison 1983/84 | Kreisliga C Saison 1983/84 |
| 32 Vertreter der zwei Abteilungen (KLB) | 32 Vertreter der zwei Abteilungen (KLB) | 31 Vertreter der zwei Abteilungen (KLC) | 31 Vertreter der zwei Abteilungen (KLC) |
| Ligaebene in Klammern: • OL = Oberliga • LL = Landesliga • KLA = Kreisliga A • KLB = Kreisliga B • KLC = Kreisliga C | | | |

## Spielmodus
Der Berliner Landespokal 1983/84 wurde im K.-o.-System ausgetragen. Es wurde zunächst versucht, in 90 Minuten einen Gewinner auszuspielen. Stand es danach unentschieden, kam es wie in anderen Pokalwettbewerben zu einer Verlängerung von 2 × 15 Minuten. War danach immer noch kein Sieger gefunden, wurde ein Wiederholungsspiel mit getauschtem Heimrecht angesetzt. Erst wenn es auch im Wiederholungsspiel nach Verlängerung unentschieden stand, wurde dieses im Elfmeterschießen nach dem bekannten Muster entschieden.

## Turnierbaum
|  | Achtelfinale | Achtelfinale           | Achtelfinale         |                        |                      | Viertelfinale | Viertelfinale | Viertelfinale |  |  | Halbfinale | Halbfinale | Halbfinale |  |  | Finale | Finale | Finale |
|  |              |                        |                      |                        |                      |               |               |               |  |  |            |            |            |  |  |        |        |        |
|  | KLA          | SC Mariendorf          | 2                    |                        |                      |               |               |               |  |  |            |            |            |  |  |        |        |        |
|  | OL           | Lichterfelder SU       | 8                    |                        |                      |               |               |               |  |  |            |            |            |  |  |        |        |        |
|  | OL           | Lichterfelder SU       | 8                    | OL                     | Lichterfelder SU     | 1             |               |               |  |  |            |            |            |  |  |        |        |        |
|  |              |                        |                      | OL                     | Lichterfelder SU     | 1             |               |               |  |  |            |            |            |  |  |        |        |        |
|  |              |                        | OL                   | Tennis Borussia Berlin | 0                    |               |               |               |  |  |            |            |            |  |  |        |        |        |
|  | OL           | Tennis Borussia Berlin | OL                   | Tennis Borussia Berlin | 0                    | 6             |               |               |  |  |            |            |            |  |  |        |        |        |
|  | OL           | Tennis Borussia Berlin |                      |                        |                      | 6             |               |               |  |  |            |            |            |  |  |        |        |        |
|  | KLC          | BFC İzmirspor          | 0                    |                        |                      |               |               |               |  |  |            |            |            |  |  |        |        |        |
|  | KLC          | BFC İzmirspor          | 0                    | OL                     | Lichterfelder SU     | 2             |               |               |  |  |            |            |            |  |  |        |        |        |
|  |              |                        |                      | OL                     | Lichterfelder SU     | 2             |               |               |  |  |            |            |            |  |  |        |        |        |
|  |              | OL                     | Traber FC Mariendorf | 1                      |                      |               |               |               |  |  |            |            |            |  |  |        |        |        |
|  | OL           | OL                     | Traber FC Mariendorf | 1                      | Traber FC Mariendorf | 4             |               |               |  |  |            |            |            |  |  |        |        |        |
|  | OL           |                        |                      |                        | Traber FC Mariendorf | 4             |               |               |  |  |            |            |            |  |  |        |        |        |
|  | KLC          | RFC Liberta            | 0                    |                        |                      |               |               |               |  |  |            |            |            |  |  |        |        |        |
|  | KLC          | RFC Liberta            | 0                    | OL                     | Traber FC Mariendorf | 3             |               |               |  |  |            |            |            |  |  |        |        |        |
|  |              |                        |                      | OL                     | Traber FC Mariendorf | 3             |               |               |  |  |            |            |            |  |  |        |        |        |
|  |              |                        | OL                   | Spandauer SV           | 0                    |               |               |               |  |  |            |            |            |  |  |        |        |        |
|  | KLA          | SC Borsigwalde 1910    | OL                   | Spandauer SV           | 0                    | 1             |               |               |  |  |            |            |            |  |  |        |        |        |
|  | KLA          | SC Borsigwalde 1910    |                      |                        |                      |               |               |               |  |  |            |            |            |  |  |        |        |        |
|  | OL           | Spandauer SV           | 3                    |                        |                      |               |               |               |  |  |            |            |            |  |  |        |        |        |
|  | OL           | Spandauer SV           | 3                    | OL                     | Lichterfelder SU     | 1             |               |               |  |  |            |            |            |  |  |        |        |        |
|  |              |                        |                      |                        |                      |               |               |               |  |  |            |            |            |  |  |        |        |        |
|  |              | OL                     | Blau-Weiß 90 Berlin  | 3                      |                      |               |               |               |  |  |            |            |            |  |  |        |        |        |
|  | OL           | OL                     | Blau-Weiß 90 Berlin  | 3                      | Spandauer BC 06      | 3             |               |               |  |  |            |            |            |  |  |        |        |        |
|  | OL           |                        |                      |                        | Spandauer BC 06      | 3             |               |               |  |  |            |            |            |  |  |        |        |        |
|  | OL           | Reinickendorfer Füchse | 1                    |                        |                      |               |               |               |  |  |            |            |            |  |  |        |        |        |
|  | OL           | Reinickendorfer Füchse | 1                    | OL                     | Spandauer BC 06      | 2             |               |               |  |  |            |            |            |  |  |        |        |        |
|  |              |                        |                      | OL                     | Spandauer BC 06      | 2             |               |               |  |  |            |            |            |  |  |        |        |        |
|  |              |                        | OL                   | BFC Preussen           | 3                    |               |               |               |  |  |            |            |            |  |  |        |        |        |
|  | LL           | FC Phönix 1956         | OL                   | BFC Preussen           | 3                    | 0             |               |               |  |  |            |            |            |  |  |        |        |        |
|  | LL           | FC Phönix 1956         |                      |                        |                      | 0             |               |               |  |  |            |            |            |  |  |        |        |        |
|  | OL           | BFC Preussen           | 1                    |                        |                      |               |               |               |  |  |            |            |            |  |  |        |        |        |
|  | OL           | BFC Preussen           | 1                    | OL                     | BFC Preussen         | 0             |               |               |  |  |            |            |            |  |  |        |        |        |
|  |              |                        |                      | OL                     | BFC Preussen         | 0             |               |               |  |  |            |            |            |  |  |        |        |        |
|  |              | OL                     | Blau-Weiß 90 Berlin  | 3                      |                      |               |               |               |  |  |            |            |            |  |  |        |        |        |
|  | OL           | OL                     | Blau-Weiß 90 Berlin  | 3                      | Tasmania Berlin      | 0             |               |               |  |  |            |            |            |  |  |        |        |        |
|  | OL           |                        |                      |                        |                      |               |               |               |  |  |            |            |            |  |  |        |        |        |
|  | OL           | Blau-Weiß 90 Berlin    | 3                    |                        |                      |               |               |               |  |  |            |            |            |  |  |        |        |        |
|  | OL           | Blau-Weiß 90 Berlin    | 3                    | OL                     | Blau-Weiß 90 Berlin  | 6             |               |               |  |  |            |            |            |  |  |        |        |        |
|  |              |                        |                      | OL                     | Blau-Weiß 90 Berlin  | 6             |               |               |  |  |            |            |            |  |  |        |        |        |
|  |              |                        | OL                   | Rapide Wedding         | 0                    |               |               |               |  |  |            |            |            |  |  |        |        |        |
|  | KLA          | SC Staaken             | OL                   | Rapide Wedding         | 0                    | 1             |               |               |  |  |            |            |            |  |  |        |        |        |
|  | KLA          | SC Staaken             |                      |                        |                      |               |               |               |  |  |            |            |            |  |  |        |        |        |
|  | OL           | Rapide Wedding         | 2                    |                        |                      |               |               |               |  |  |            |            |            |  |  |        |        |        |

## Ergebnisse

### 1. Hauptrunde
An der 1. Hauptrunde nahmen alle 127 Mannschaften teil, wobei der TSV Rudow ein Freilos hatte.
| Datum                 |                                  | Ergebnis  |                                    |
| --------------------- | -------------------------------- | --------- | ---------------------------------- |
| So 31.07., 16:00 Uhr  | FSV Hansa 07 Berlin (KLB)        | 0:5       | Tennis Borussia Berlin (OL)        |
| Di 0.2.08., 18:00 Uhr | Tasmania Berlin (OL)             | 3:1       | FSV Spandauer Kickers (KLA)        |
| Di 0.2.08., 18:00 Uhr | Mariendorfer BC 06 (KLA)         | 2:0       | 1. FC Wacker Lankwitz (LL)         |
| Di 0.2.08., 18:30 Uhr | SC Union Südost (KLC)            | 2:4       | SpVgg DJK Burgund 1922 (KLC)       |
| Mi 0.3.08., 17:30 Uhr | SC Siemensstadt (KLA)            | 3:0       | SC Ruhleben (KLB)                  |
| Mi 0.3.08., 18:00 Uhr | TSV Helgoland 1897 (KLB)         | 2:3 n. V. | RFC Alt-Holland (KLB)              |
| Mi 0.3.08., 18:00 Uhr | BFC İzmirspor (KLC)              | 0:0 n. V. | SC Heiligensee (KLC)               |
| Mi 0.3.08., 18:00 Uhr | VfL Schöneberg (KLA)             | 3:0       | SV Süden 09 (KLC)                  |
| Mi 0.3.08., 18:00 Uhr | BSV Normannia 08 (KLA)           | 6:4       | 1. FC Concordia Gropiusstadt (KLB) |
| Mi 0.3.08., 18:00 Uhr | Spandauer BC 06 (OL)             | 6:1       | Berliner TSV 1850 (KLA)            |
| Mi 0.3.08., 18:00 Uhr | Anadoluspor Berlin (KLC)         | 2:6       | FV Brandenburg/Lichterfelde (KLA)  |
| Mi 0.3.08., 18:00 Uhr | Kreuzberger Sportfreunde (KLC)   | 0:3       | Berliner Sport-Club (LL)           |
| Mi 0.3.08., 18:00 Uhr | Rapide Wedding (OL)              | 1:0       | Polizei SV Berlin (KLA)            |
| Mi 0.3.08., 18:00 Uhr | Alemannia 06 Haselhorst (KLB)    | 2:1       | BFC Germania 1888 (KLB)            |
| Mi 0.3.08., 18:00 Uhr | NFC Rot-Weiß Berlin (LL)         | 0:4       | SC Mariendorf (KLA)                |
| Mi 0.3.08., 18:00 Uhr | SC Union 06 Berlin (LL)          | 3:0       | SpVgg Berlin 1974 (KLB)            |
| Mi 0.3.08., 18:00 Uhr | Spandauer SV (OL)                | 6:1       | SV Stern Britz (KLA)               |
| Mi 0.3.08., 18:00 Uhr | Berliner AK 07 (KLC)             | 0:3       | Wacker 04 Berlin (LL)              |
| Mi 0.3.08., 18:00 Uhr | SV Norden-Nordwest (LL)          | 0:1       | SC Berliner Amateure (KLB)         |
| Mi 0.3.08., 18:00 Uhr | TuS Makkabi Berlin (OL)          | 6:2 n. V. | SC Gatow (LL)                      |
| Mi 0.3.08., 18:00 Uhr | FC Internationale Berlin (KLB)   | 8:0       | SV Dresdenia 1924 (KLC)            |
| Mi 0.3.08., 18:00 Uhr | Sportfreunde Kladow (KLB)        | 1:1 n. V. | SSC Südwest 1947 (KLB)             |
| Mi 0.3.08., 18:00 Uhr | SC Borsigwalde 1910 (KLA)        | 2:1       | FC Brandenburg 03 (KLC)            |
| Mi 0.3.08., 18:00 Uhr | FC Tiergarten 1958 (KLB)         | 5:3       | SV Corso 1899 / Vineta (KLC)       |
| Mi 0.3.08., 18:00 Uhr | FZC Rudow 1973 (KLC)             | 1:5       | Post SV Berlin (KLB)               |
| Mi 0.3.08., 18:00 Uhr | Neuköllner Sportfreunde (OL)     | 1:2       | Berlin Türkspor (KLA)              |
| Mi 0.3.08., 18:00 Uhr | 1. FC Neukölln (LL)              | 4:1       | Frohnauer SC (KLA)                 |
| Mi 0.3.08., 18:00 Uhr | Preußen Wilmersdorf (OL)         | 1:1 n. V. | SpVgg Hellas-Nordwest 04 (KLA)     |
| Mi 0.3.08., 18:00 Uhr | NSC Cimbria 1900 (KLA)           | 3:4 n. V. | Minerva 93 Berlin (KLA)            |
| Mi 0.3.08., 18:00 Uhr | Spandauer SC 99 (KLB)            | 2:0       | FC Göztepe 1978 (KLC)              |
| Mi 0.3.08., 18:00 Uhr | FC Jugoslawia (KLC)              | 3:1       | BFC Olympia 1953 (KLA)             |
| Mi 0.3.08., 18:00 Uhr | Wilmersdorfer SC (KLA)           | 16:00     | SC Bratstvo 1971 (KLC)             |
| Mi 0.3.08., 18:00 Uhr | VfB Hermsdorf (KLA)              | 5:2 n. V. | FC Karaburan 1975 (KLC)            |
| Mi 0.3.08., 18:00 Uhr | BBC Südost (KLC)                 | 3:6       | SFC Stern 1900 (KLB)               |
| Mi 0.3.08., 18:00 Uhr | RFC Liberta (KLC)                | 6:1       | FV Wannsee (KLB)                   |
| Mi 0.3.08., 18:00 Uhr | SpVgg Schöneberg (KLC)           | 4:1       | SG Rupenhorn (KLC)                 |
| Mi 0.3.08., 18:00 Uhr | SV Nord-Nordstern (LL)           | 3:2       | BSC Rehberge 1945 (OL)             |
| Mi 0.3.08., 18:00 Uhr | SV Yeşilyurt Berlin (KLC)        | 0:4       | SC Teutonia Spandau (KLA)          |
| Mi 0.3.08., 18:00 Uhr | BSV Grün-Weiss Neukölln (KLB)    | 2:1       | SV Adler Mariendorf (KLB)          |
| Mi 0.3.08., 18:00 Uhr | Neuköllner SC Sperber (KLC)      | 2:0       | SC Westend 1901 (LL)               |
| Mi 0.3.08., 18:00 Uhr | BFC Alemannia 90 (KLB)           | 1:4       | Lichtenrader BC 25 (LL)            |
| Mi 0.3.08., 18:00 Uhr | Steglitz GB (KLC)                | 01:11     | Traber FC Mariendorf (OL)          |
| Mi 0.3.08., 18:00 Uhr | SC Tegel (LL)                    | 0:2       | Reinickendorfer Füchse (OL)        |
| Mi 0.3.08., 18:00 Uhr | SC Charlottenburg Amateure (KLC) | 1:2       | Friedenauer TSC (KLB)              |
| Mi 0.3.08., 18:00 Uhr | SC Staaken (KLA)                 | 4:1       | DJK Schwarz-Weiß Neukölln (KLB)    |
| Mi 0.3.08., 18:00 Uhr | DJK Westen 23 (KLC)              | 4:4 n. V. | Weddinger FC (KLA)                 |
| Mi 0.3.08., 18:00 Uhr | VfB Neukölln (LL)                | 0:2       | Hertha BSC Amateure (OL)           |
| Mi 0.3.08., 18:00 Uhr | DJK Roland-Borsigwalde (KLB)     | 00:10     | Blau-Weiß 90 Berlin (OL)           |
| Mi 0.3.08., 19:00 Uhr | NSC Südstern 08 (KLC)            | 7:0       | FSV Grün-Rot 1981 (KLC)            |
| Do 04.08., 18:00 Uhr  | VfB Britz (KLC)                  | 8:0       | SC Lankwitz (KLB)                  |
| Do 04.08., 18:00 Uhr  | Hertha 03 Zehlendorf (OL)        | 12:00     | FC Stern Marienfelde (LL)          |
| Do 04.08., 18:00 Uhr  | BSC Comet (KLC)                  | 0:3       | Berliner SV 1892 (KLA)             |
| Do 04.08., 18:00 Uhr  | Lichterfelder SU (OL)            | 2:2 n. V. | 1. FC Lübars (KLA)                 |
| Do 04.08., 18:00 Uhr  | NSC Marathon 02 (KLB)            | 4:3 n. V. | BSC Hota 1921 (KLA)                |
| So 07.08., __:__ Uhr  | ASV Berlin (KLB)                 | 07:3 1    | Vatanspor 1976 (KLB)               |
| So 07.08., __:__ Uhr  | SG AMK Berlin (KLB)              | 4:0       | Charlottenburger SV 1897 (KLB)     |
| So 07.08., __:__ Uhr  | BSC Eintracht/Südring 1931 (KLA) | 1:0       | BFC Viktoria 1889 (LL)             |
| So 07.08., __:__ Uhr  | BSC Kickers 1900 (KLA)           | 2:1       | Concordia Wittenau (KLA)           |
| So 07.08., __:__ Uhr  | VfB Pankow (KLC)                 | 1:4       | SC Azur 1951 (KLB)                 |
| Di 0.9.08., 18:00 Uhr | CFC Hertha 06 (KLB)              | :         | BFC Preussen (OL)                  |
| Di 0.9.08., 18:15 Uhr | FC Phönix 1956 (LL)              | :         | SV Blau-Weiß Spandau (KLA)         |
| Di 0.9.08., 18:30 Uhr | BFC Südring (KLB)                | :         | BFC Meteor 06 (KLA)                |
| Do 11.08., 18:00 Uhr  | FC Grunewald (KLC)               | :         | Schwarz-Weiß Spandau (KLA)         |

Durch ein Freilos zog der TSV Rudow direkt in die 2. Hauptrunde ein.

#### Wiederholungsspiele
| Datum                 |                                | Ergebnis  |                           |
| --------------------- | ------------------------------ | --------- | ------------------------- |
| Di 0.9.08., 18:00 Uhr | SC Heiligensee (KLC)           | :         | BFC İzmirspor (KLC)       |
| Mi .10.08., 18:00 Uhr | Weddinger FC (KLC)             | :         | DJK Westen 23 (KLC)       |
| Mi .10.08., 18:00 Uhr | 1. FC Lübars (KLA)             | 2:4 n. V. | Lichterfelder SU (OL)     |
| Do 11.08., 18:30 Uhr  | SSC Südwest 1947 (KLB)         | :         | Sportfreunde Kladow (KLB) |
| Do 11.08., 19:00 Uhr  | SpVgg Hellas-Nordwest 04 (KLA) | :         | Preußen Wilmersdorf (OL)  |

### 2. Hauptrunde
An der 2. Hauptrunde nahmen die 64 Sieger der 1. Hauptrunde teil.
| Datum                 |                                   | Ergebnis  |                                  |
| --------------------- | --------------------------------- | --------- | -------------------------------- |
| So 14.08., 15:00 Uhr  | RFC Liberta (KLC)                 | 4:2       | NSC Marathon 02 (KLB)            |
| So 14.08., 15:00 Uhr  | SC Azur 1951 (KLB)                | 5:1       | RFC Alt-Holland (KLB)            |
| So 14.08., 15:00 Uhr  | BFC Preussen (OL)                 | 3:2 n. V. | Hertha 03 Zehlendorf (OL)        |
| So 14.08., 15:00 Uhr  | Sportfreunde Kladow (KLB)         | 2:5 n. V. | Tasmania Berlin (OL)             |
| So 14.08., 15:00 Uhr  | VfB Britz (KLC)                   | 2:3       | BFC İzmirspor (KLC)              |
| So 14.08., 15:00 Uhr  | BFC Meteor 06 (KLA)               | 2:4 n. V. | Alemannia 06 Haselhorst (KLB)    |
| So 14.08., 15:00 Uhr  | SC Union 06 Berlin (LL)           | 0:4       | Lichterfelder SU (OL)            |
| So 14.08., 15:00 Uhr  | Wacker 04 Berlin (LL)             | 4:5       | SC Borsigwalde 1910 (KLA)        |
| So 14.08., 15:00 Uhr  | SFC Stern 1900 (KLB)              | 0:2       | Berlin Türkspor (KLA)            |
| So 14.08., 15:00 Uhr  | Spandauer SC 99 (KLB)             | 1:0       | SC Teutonia Spandau (KLA)        |
| So 14.08., 15:00 Uhr  | Wilmersdorfer SC (KLA)            | 1:1 n. V. | Schwarz-Weiß Spandau (KLA)       |
| So 14.08., 15:00 Uhr  | FV Brandenburg/Lichterfelde (KLA) | 6:1       | VfL Schöneberg (KLA)             |
| So 14.08., 15:00 Uhr  | BSV Normannia 08 (KLA)            | 00:10     | TuS Makkabi Berlin (OL)          |
| So 14.08., 15:00 Uhr  | Spandauer BC 06 (OL)              | 11:20     | FC Tiergarten 1958 (KLB)         |
| So 14.08., 15:00 Uhr  | Reinickendorfer Füchse (OL)       | 2:1       | Berliner SV 1892 (KLA)           |
| So 14.08., 15:00 Uhr  | Blau-Weiß 90 Berlin (OL)          | 5:0       | BSC Eintracht/Südring 1931 (KLA) |
| So 14.08., 15:00 Uhr  | Minerva 93 Berlin (KLA)           | 0:5       | Traber FC Mariendorf (OL)        |
| So 14.08., 15:00 Uhr  | Post SV Berlin (KLB)              | 1:2 n. V. | FC Jugoslawia (KLC)              |
| So 14.08., 15:00 Uhr  | Lichtenrader BC 25 (LL)           | 0:5       | Spandauer SV (OL)                |
| So 14.08., 15:00 Uhr  | ASV Berlin (KLB)                  | 2:5       | SC Staaken (KLA)                 |
| So 14.08., 15:00 Uhr  | FC Internationale Berlin (KLB)    | 4:0       | SpVgg Schöneberg (KLC)           |
| So 14.08., 15:00 Uhr  | VfB Hermsdorf (KLA)               | 6:1       | SpVgg DJK Burgund 1922 (KLC)     |
| So 14.08., 15:00 Uhr  | Berliner Sport-Club (LL)          | 1:5       | SG AMK Berlin (KLB)              |
| So 14.08., 15:00 Uhr  | Neuköllner SC Sperber (KLC)       | 3:2       | Friedenauer TSC (KLB)            |
| So 14.08., 15:00 Uhr  | SC Siemensstadt (KLA)             | 5:1       | Weddinger FC (KLA)               |
| So 14.08., 15:00 Uhr  | BSV Grün-Weiss Neukölln (KLB)     | 4:3       | SpVgg Hellas-Nordwest 04 (KLA)   |
| So 14.08., 15:00 Uhr  | Rapide Wedding (OL)               | 3:0       | SC Berliner Amateure (KLB)       |
| So 14.08., 15:00 Uhr  | Hertha BSC Amateure (OL)          | 5:1       | BSC Kickers 1900 (KLA)           |
| So 14.08., 16:00 Uhr  | NSC Südstern 08 (KLC)             | 1:2       | Tennis Borussia Berlin (OL)      |
| Di .16.08., 18:00 Uhr | SC Mariendorf (KLA)               | 5:1       | SV Nord-Nordstern (LL)           |
| Di .16.08., 18:00 Uhr | TSV Rudow (KLA)                   | 1:1 n. V. | Mariendorfer BC 06 (KLA)         |
| Di .16.08., 18:00 Uhr | 1. FC Neukölln (LL)               | 2:2 n. V. | FC Phönix 1956 (LL)              |

#### Wiederholungsspiele
| Datum                 |                            | Ergebnis  |                        |
| --------------------- | -------------------------- | --------- | ---------------------- |
| Do 18.08., 18:00 Uhr  | FC Phönix 1956 (LL)        | 3:2 n. V. | 1. FC Neukölln (LL)    |
| Di 023.08., 18:00 Uhr | Schwarz-Weiß Spandau (KLA) | 5:1       | Wilmersdorfer SC (KLA) |
| Mi .14.09., 17:30 Uhr | Mariendorfer BC 06 (KLA)   | 02:0 2    | TSV Rudow (KLA)        |

### 3. Hauptrunde
An der 3. Hauptrunde nahmen die 32 Sieger der 2. Hauptrunde teil.
| Datum                 |                                   | Ergebnis  |                                |
| --------------------- | --------------------------------- | --------- | ------------------------------ |
| Mi .14.09., 17:30 Uhr | SC Azur 1951 (KLB)                | 0:1       | RFC Liberta (KLC)              |
| Mi .14.09., 17:30 Uhr | Berlin Türkspor (KLA)             | 1:5 n. V. | Spandauer SV (OL)              |
| Mi .14.09., 17:30 Uhr | VfB Hermsdorf (KLA)               | 0:5       | Tasmania Berlin (OL)           |
| Mi .14.09., 17:30 Uhr | SC Siemensstadt (KLA)             | 3:4       | BFC İzmirspor (KLC)            |
| Mi .14.09., 17:30 Uhr | Alemannia 06 Haselhorst (KLB)     | 0:1       | BFC Preussen (OL)              |
| Mi .14.09., 17:30 Uhr | Hertha BSC Amateure (OL)          | 1:3       | Reinickendorfer Füchse (OL)    |
| Mi .14.09., 17:30 Uhr | Blau-Weiß 90 Berlin (OL)          | 5:2       | Spandauer SC 99 (KLB)          |
| Mi .14.09., 17:30 Uhr | Lichterfelder SU (OL)             | 3:2 n. V. | Schwarz-Weiß Spandau (KLA)     |
| Mi .14.09., 17:30 Uhr | FC Jugoslawia (KLC)               | 1:1 n. V. | SC Staaken (KLA)               |
| Mi .14.09., 17:30 Uhr | TuS Makkabi Berlin (OL)           | 0:2       | Traber FC Mariendorf (OL)      |
| Mi .14.09., 17:30 Uhr | Rapide Wedding (OL)               | 3:1       | BSV Grün-Weiss Neukölln (KLB)  |
| Mi .14.09., 17:30 Uhr | SC Borsigwalde 1910 (KLA)         | 2:1       | FC Internationale Berlin (KLB) |
| Mi .14.09., 19:30 Uhr | FV Brandenburg/Lichterfelde (KLA) | 1:3       | Tennis Borussia Berlin (OL)    |
| Do 15.09., 17:30 Uhr  | FC Phönix 1956 (LL)               | 2:0       | SG AMK Berlin (KLB)            |
| Do 15.09., 17:30 Uhr  | SC Mariendorf (KLA)               | 3:1       | Neuköllner SC Sperber (KLC)    |
| Di 020.09., 17:30 Uhr | Mariendorfer BC 06 (KLA)          | :         | Spandauer BC 06 (OL)           |

#### Wiederholungsspiel
| Datum                 |                  | Ergebnis |                     |
| --------------------- | ---------------- | -------- | ------------------- |
| Mi .21.09., 17:30 Uhr | SC Staaken (KLA) | :        | FC Jugoslawia (KLC) |

### Achtelfinale
Am Achtelfinale nahmen die 16 Sieger der 3. Hauptrunde teil.
| Datum                |                             | Ergebnis |                             |
| -------------------- | --------------------------- | -------- | --------------------------- |
| Sa 28.01., 13:45 Uhr | Tasmania Berlin (OL)        | 0:3      | Blau-Weiß 90 Berlin (OL)    |
| So 29.01., 10:40 Uhr | Spandauer BC 06 (OL)        | 3:1      | Reinickendorfer Füchse (OL) |
| So 29.01., 10:40 Uhr | Traber FC Mariendorf (OL)   | 4:0      | RFC Liberta (KLC)           |
| So 29.01., 13:45 Uhr | Tennis Borussia Berlin (OL) | 6:0      | BFC İzmirspor (KLC)         |
| So 29.01., 13:45 Uhr | SC Borsigwalde 1910 (KLA)   | 1:3      | Spandauer SV (OL)           |
| So 29.01., 13:45 Uhr | SC Staaken (KLA)            | 1:2      | Rapide Wedding (OL)         |
| So 29.01., 13:45 Uhr | FC Phönix 1956 (LL)         | 0:1      | BFC Preussen (OL)           |
| So 29.01., 13:45 Uhr | SC Mariendorf (KLA)         | 2:8      | Lichterfelder SU (OL)       |

### Viertelfinale
Am Viertelfinale nahmen die acht Sieger aus dem Achtelfinale teil.
| Datum                 |                           | Ergebnis |                             |
| --------------------- | ------------------------- | -------- | --------------------------- |
| Mi 004.04., 17:30 Uhr | Lichterfelder SU (OL)     | 1:0      | Tennis Borussia Berlin (OL) |
| Mi 004.04., 17:30 Uhr | Spandauer BC 06 (OL)      | 2:3      | BFC Preussen (OL)           |
| Mi 018.04., 17:30 Uhr | Blau-Weiß 90 Berlin (OL)  | 6:0      | Rapide Wedding (OL)         |
| Do .19.04., 17:30 Uhr | Traber FC Mariendorf (OL) | 3:0      | Spandauer SV (OL)           |

### Halbfinale
Am Halbfinale nahmen die vier Sieger aus dem Viertelfinale teil.
| Datum                |                       | Ergebnis |                           |
| -------------------- | --------------------- | -------- | ------------------------- |
| Mi 25.04., 18:00 Uhr | Lichterfelder SU (OL) | 2:1      | Traber FC Mariendorf (OL) |
| Mi 25.04., 18:00 Uhr | BFC Preussen (OL)     | 0:3      | Blau-Weiß 90 Berlin (OL)  |

### Finale
| Lichterfelder SU                                                   | Lichterfelder SU | Blau-Weiß 90 Berlin | Blau-Weiß 90 Berlin |
| ------------------------------------------------------------------ | --- | --- | ------------------- |
| Lichterfelder SU                                                   | \| Dienstag, 1. Mai 1984 um 15:00 Uhr in West-Berlin (Mommsenstadion) \| \| Ergebnis: 1:3 (0:3) \| \| Zuschauer: 829 \| \| Schiedsrichter: Peter Gabor \|                                                                      | \| Dienstag, 1. Mai 1984 um 15:00 Uhr in West-Berlin (Mommsenstadion) \| \| Ergebnis: 1:3 (0:3) \| \| Zuschauer: 829 \| \| Schiedsrichter: Peter Gabor \|                                                                           | Blau-Weiß 90 Berlin |
| Lichterfelder SU                                                   | Hans Zwenke – Bernd Hewelcke – Thomas Vater, Detlef Garz, Detlef Frindt – Andreas Schröder (82. Detlef Gilke), Rainer Schulze, Wolfgang Damm , Burt Brauer – Andreas John, Frank Dietrich Cheftrainer: Hans-Günter Schimmöller | Chester Meifert – Werner Schreiner – Alf Fistler, Michael Schmidt (46. Jörg Rohnke), Carsten Tusch – Kim Konrad, Norbert Bebensee, Hans-Peter Stark – Jürgen Rinke, Lothar Leiendecker, Jürgen Kirschbaum Cheftrainer: Stefan Sprey | Blau-Weiß 90 Berlin |
| Lichterfelder SU                                                   | 1:3 Rainer Schulze (56.) | 0:1 Michael Schmidt (13.) 0:2 Jürgen Kirschbaum (17., Foulstrafstoß) 0:3 Lothar Leiendecker (33.) | Blau-Weiß 90 Berlin |
| Lichterfelder SU                                                   | Detlef Frindt, Andreas Schröder | Hans-Peter Stark, Jürgen Kirschbaum, Carsten Tusch | Blau-Weiß 90 Berlin |
| Lichterfelder SU                                                   | Zeitstrafe (10min): Detlef Frindt (68.), Burt Brauer (89.) | Kirschbaum traf in der 60. Minute mit einem Foulstrafstoß nur den Pfosten | Blau-Weiß 90 Berlin |
| Dienstag, 1. Mai 1984 um 15:00 Uhr in West-Berlin (Mommsenstadion) | | |                     |
| Ergebnis: 1:3 (0:3)                                                | | |                     |
| Zuschauer: 829                                                     | | |                     |
| Schiedsrichter: Peter Gabor                                        | | |                     |

## Der Landespokalsieger im DFB-Pokal 1984/85
| Datum                      |                              | Ergebnis  |                          | Runde         |
| -------------------------- | ---------------------------- | --------- | ------------------------ | ------------- |
| Sa., 01.09.1984, 15:30 Uhr | Borussia Mönchengladbach (I) | 4:1 (3:1) | Blau-Weiß 90 Berlin (II) | 1. Hauptrunde |